# Liste der Kulturdenkmäler in Biesdorf (Eifel)
In der Liste der Kulturdenkmäler in Biesdorf sind alle Kulturdenkmäler der rheinland-pfälzischen Ortsgemeinde Biesdorf aufgeführt. Grundlage ist die Denkmalliste des Landes Rheinland-Pfalz (Stand: 27. Juni 2022).

## Einzeldenkmäler
| Bezeichnung                           | Lage                         | Baujahr | Beschreibung | Bild                           |
| ------------------------------------- | ---------------------------- | ------- | --- | ------------------------------ |
| Katholische Filialkirche St. Remaclus | Brunnenstraße Lage           |         | Saalbau mit Westturm und Sakristeianbau, im Kern wohl mittelalterlich, Veränderungen im 19. und 20. Jahrhundert, eventuell auch im 18. Jahrhundert | weitere Bilder Fotos hochladen |
| Portal                                | Brunnenstraße, an Nr. 8 Lage | 1807    | aufwendiges Portal, spätbarocke und Louis-Seize-Motive, bezeichnet 1807                                                                            | BW                             |